# Manfred Curbach

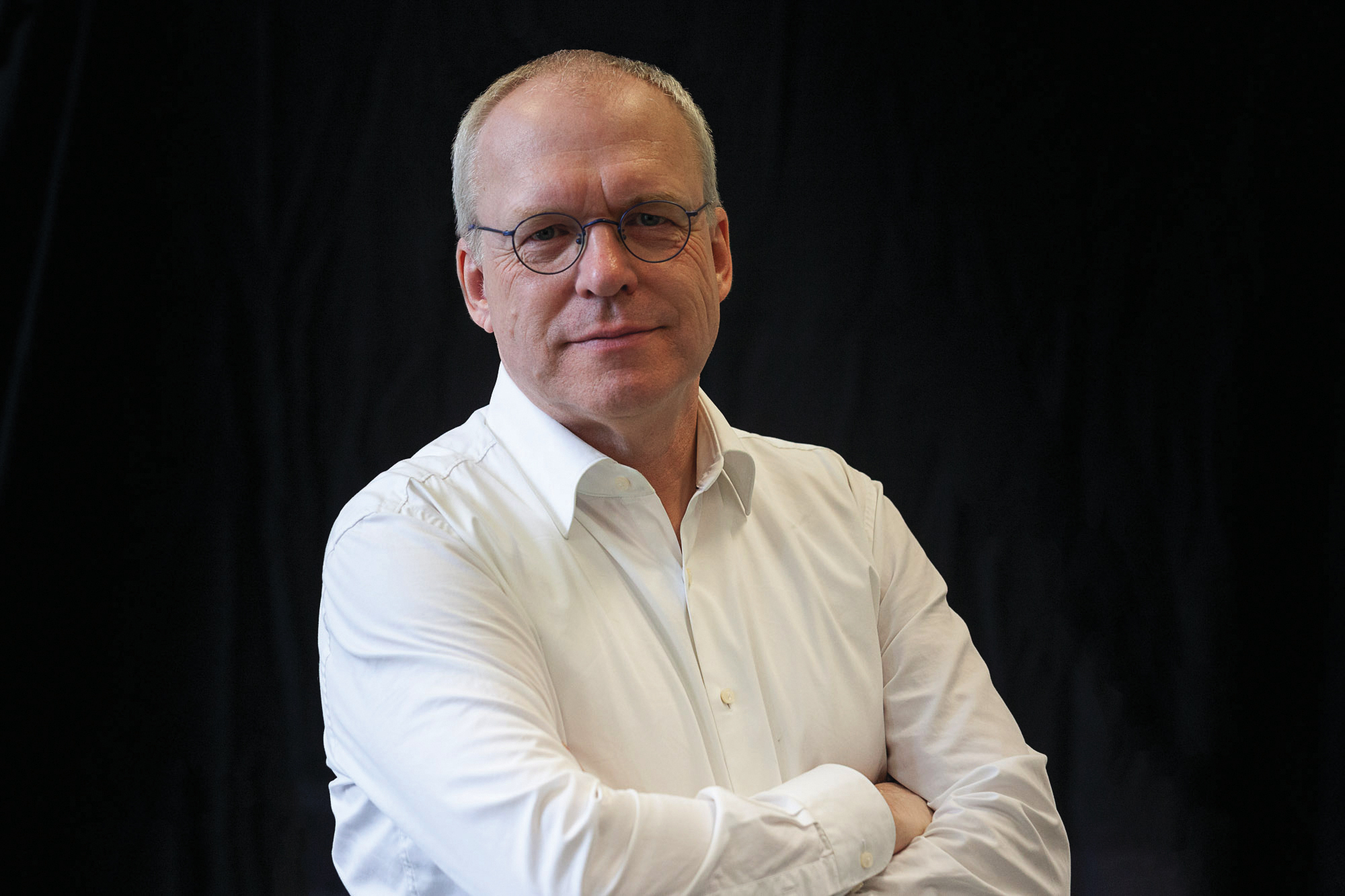
Manfred Curbach, profesor na Instytucie Konstrukcji Budowlanych Technicznego Uniwersytetu w Dreźnie

Manfred Curbach (*28 września 1956 w Dortmundzie) jest niemieckim inżynierem budownictwa cywilnego i wykładowcą uniwersyteckim. Jest jednym z wiodących umysłów w rozwoju tekstyliów i betonu węglowego (zwanego także betonem karbonowym).

## Życiorys
Manfred Curbach zdał maturę w Albert-Einstein-Gymnasium w Dortmundzie w czerwcu 1976 roku. W latach 1977–1982 studiował inżynierię lądową na Uniwersytecie Technicznym w Dortmundzie, specjalizując się w mechanice konstrukcji budowlanych. W 1980 roku został przyjęty do fundacji Studienstiftung des Deutschen Volkes. Po otrzymaniu dyplomu prowadził badania jako stypendysta nad „Budownictwem mostowym w USA” i na temat „Roberta Maillarta” na Uniwersytecie Princeton w USA, współpracując z Davidem P. Billingtonem.
W latach 1982–1988 Manfred Curbach był asystentem Josefa Eibla, najpierw na uniwersytecie w Dortmundzie, a następnie na uniwersytecie w Karlsruhe, gdzie w 1987 r. uzyskał stopień doktora. W 1988 roku przeniósł się do biura inżynieryjnego Köhler + Seitz i został kierownikiem projektu, a w latach 1994–2004 współwłaścicielem biura.
Od sierpnia 1994 roku Manfred Curbach jest profesorem na Uniwersytecie Technicznym w Dreźnie i dyrektorem Instytutu Konstrukcji Budowlanych. Od 1997 r. jest inżynierem ds. testów (TE) w zakresie analiz strukturalnych, specjalizującym się w dziedzinie konstrukcji budowlanych, a od 2005 r. współwłaścicielem biura inżynieryjnego Curbach Bösche Ingenieurpartner w Dreźnie. W grudniu 2014 r. powstała firma CarboCon GmbH, która specjalizuje się w projektowaniu, budownictwie, obliczeniach i budownictwie z wykorzystaniem betonu zbrojonego włóknem węglowym. Curbach jest jednym z trzech założycieli tej firmy i jej udziałowcem.

## Członkostwa
Manfred Curbach jest członkiem rady naukowej czasopisma Beton- und Stahlbetonbau od 1999 roku, od 2010 roku jest szefem niemieckiej delegacji Internationaler Beton-Verband fib (Międzynarodowe Stowarzyszenie Betonu fib), a od lutego 2012 roku członkiem rady recenzyjnej Niemieckiej Wspólnoty Badawczej (Deutsche Forschungsgemeinschaft, DFG). Jest członkiem zarządu i rady doradczej ds. badań Niemieckiego Komitetu ds. Betonu Zbrojonego (Deutscher Ausschuss für Stahlbeton DAfStb), gdzie był przewodniczącym zarządu od 2004 do 2012 r. W latach 2002–2008 był członkiem senatu Niemieckiej Wspólnoty Badawczej (DFG), a od 2003 do 2008 r. przewodniczącym zarządu VDI-Gesellschaft Bautechnik. Curbach jest członkiem rady naukowej Federalnego Instytutu Inżynierii Wodnej (Bundesanstalt für Wasserbau, BAW) od 2011 roku, a od 2015 roku jest jego przewodniczącym.
Ponadto Curbach przewodniczącym niemieckiej delegacji międzynarodowego stowarzyszenia fib (Fédération internationale du béton) i kieruje grupami zadaniowymi ds. betonu zbrojonego tekstyliami oraz historii budownictwa betonowego.

## Wyróżnienia
W 2011 r. Manfred Curbach otrzymał akademicki tytuł honorowy doktora honoris causa na Technicznym Uniwersytecie Kaiserslautern .
Curbach jest członkiem Niemieckiej Akademii Nauk Przyrodniczych Leopoldina (Deutsche Akademie der Naturforscher Leopoldina) od czerwca 2013 r. W 2017 r. został uhonorowany możliwością wygłoszenia prestiżowego wykładu bożonarodzeniowego Leopoldiny. We wrześniu 2014 r. Stowarzyszenie VDI-Gesellschaft Bauen und Gebäudetechnik przyznało Manfredowi Curbachowi honorowy medal Wolfganga-Zerna za „wybitne osiągnięcia w dziedzinie techniki budowlanej”.
W 2016 roku Curbach został wybrany do Saksońskiej Akademii Nauk (Sächsische Akademie der Wissenschaften).
W 2016 roku Manfred Curbach wraz z Chokri Cherifem i Peterem Offermannem otrzymał niemiecką nagrodę Deutscher Zukunftspreis, przyznawaną przez prezydenta Republiki Federalnej Niemiec.
W roku 2019 otrzymał medal im. Carla Friedricha Gaussa.

## Publikacje

### Wybrane publikacje
- May, S.; Michler, H.; Schladitz, F.; Curbach, M.: Lightweight ceiling system made of carbon reinforced concrete. Structural Concrete, first publ. online: 10.4.2018, 11 S., DOI: 10.1002/suco.201700224
- Frenzel, M.; Curbach, M.: Shear strength of concrete interfaces with infra-lightweight and foam concrete. Structural Concrete 19 (2018), 269–283, DOI: 10.1002/suco.201700015
- Hegger, J.; Curbach, M.; Stark, A.; Wilhelm, S.; Farwig, K.: Innovative design concepts: Application of textile reinforced concrete to shell structures. Structural Concrete, first publ. online: 22.11.2017, 10 S., DOI: 10.1002/suco.201700157
- Quast, M.; Curbach, M.: Concrete under biaxial dynamic compressive loading. Procedia Engineering 210 (2017), 24–31, DOI: 10.1016/j.proeng.2017.11.044
- Schmidt, A.; Curbach, M.: Design optimization to increase the (buckling) stability of concrete columns. Structural Concrete 18 (2017) 5, 680–692, DOI: 10.1002/suco.201600183
- Wilhelm, S.; Curbach, M.: Experimental and non-linear numerical analysis of underwater housings for the deep sea made of ultra-high performance concrete (UHPC). Structural Concrete 18 (2017) 1, 216–224, DOI: 10.1002/suco.201600018
- Zobel, R.; Curbach, M.: Numerical study of reinforced and prestressed concrete components under biaxial tensile stresses. Structural Concrete 18 (2017) 2, 356–365, DOI: 10.1002/suco.201600077
- Máca, P.; Panteki, E.; Curbach, M.: Bond Stress-slip Behaviour of Concrete and Steel Under High-loading Rates. International Journal of Computational Methods and Experimental Measurements 4 (2016), 221–230, DOI: 10.2495/CMEM-V4-N3-221-230
- Ritter, R.; Curbach, M.: Shape of Hypersurface of Concrete under Multiaxial Loading. ACI Materials Journal 113 (2016), 55–65, DOI: 10.14359/51688182
- Beckmann, B.; Schicktanz, K.; Curbach, M.: DEM Simulation of Concrete Fracture Phenomena. Technische Mechanik 34 (2014), 119–127, DOI: 10.1002/suco.201100036

### Publikacje dla Niemieckiego Komitetu ds. Betonu Zbrojonego (Deutscher Ausschuss für Stahlbeton DAfStb), („Grüne Hefte” des DAfStb)
- Manfred Curbach, Silke Scheerer, Kerstin Speck, Torsten Hampel: Experimentelle Analyse des Tragverhaltens von Hochleistungsbeton unter mehraxialer Beanspruchung. Heft 578, 2011.
- Manfred Curbach, Kerstin Speck: Konzentrierte Lasteinleitung in dünnwandige Bauteile aus textilbewehrtem Beton. Heft 571, 2008.
- Manfred Curbach, Kerstin Speck: Mehraxiale Festigkeit von duktilem Hochleistungsbeton. Heft 524, 2002.
- Manfred Curbach u. a.: Sachstandsbericht zum Einsatz von Textilien im Massivbau. Heft 488, 1998
- Manfred Curbach, Thomas Bösche: Verwendung von Bitumen als Gleitschicht im Massivbau. Heft 485.

### Dalsze publikacje
Szczegółowy wykaz publikacji jest zamieszczony na stronie internetowej Instytutu Konstrukcji Budowlanych.